# Ondrej Nepela
Ondrej Nepela (* 22. Januar 1951 in Bratislava; † 2. Februar 1989 in Mannheim, BR Deutschland) war ein tschechoslowakischer Eiskunstläufer, der im Einzellauf startete. Er ist der Olympiasieger von 1972, der Weltmeister von 1971 bis 1973 und der Europameister von 1969 bis 1973.

## Leben und Karriere
Er begann im Alter von sieben Jahren mit dem Eiskunstlaufen. Seine Trainerin war Hilda Múdra. Er wurde unter ihrer Regie achtfacher Meister der Tschechoslowakei, 1969 bis 1973 fünffacher Europameister, 1971 bis 1973 dreifacher Weltmeister und 1972 Olympiasieger.
Im Anschluss an seine Amateurkarriere ging er ins Profilager und trat 13 Jahre lang bei Holiday on Ice auf. Er erwarb des Weiteren eine Trainerlizenz und arbeitete in Deutschland. So trainierte er bis zu seinem Tod Claudia Leistner in Mannheim, die unter Nepelas Betreuung Europameisterin wurde.
Ondrej Nepela war homosexuell. Er starb 38-jährig an den Folgen von AIDS. Er wurde auf dem Friedhof Slávičie údolie (deutsch Tal der Nachtigallen) beerdigt.
Im Dezember 2000 wurde er in der Slowakei zum slowakischen Sportler des 20. Jahrhunderts gewählt.
Ihm zu Ehren erhielt die Eissporthalle in seiner Heimatstadt den Namen Zimný štadión Ondreja Nepelu.

## Erfolge

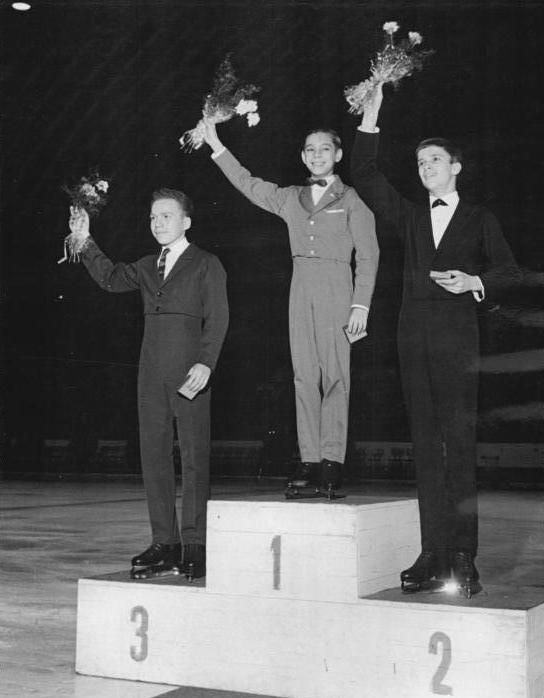
Nepela siegt im Dezember 1964 beim Goldenen Schlittschuh in Prag

| Wettbewerb / Jahr                   | 1964 | 1965 | 1966 | 1967 | 1968 | 1969 | 1970 | 1971 | 1972 | 1973 |
| ----------------------------------- | ---- | ---- | ---- | ---- | ---- | ---- | ---- | ---- | ---- | ---- |
| Olympische Spiele                   | 22.  |      |      |      | 8.   |      |      |      | 1.   |      |
| Weltmeisterschaften                 | 17.  | 16.  | 8.   | 6.   | 6.   | 2.   | 2.   | 1.   | 1.   | 1.   |
| Europameisterschaften               |      | 8.   | 3.   | 3.   | 3.   | 1.   | 1.   | 1.   | 1.   | 1.   |
| Tschechoslowakische Meisterschaften |      | 1.   | 1.   | 1.   | 1.   | 1.   |      | 1.   | 1.   | 1.   |